# Richard Grenell
Richard Grenell, né le 18 septembre 1966 dans le comté d'Ottawa (Michigan), est un diplomate et homme politique américain. Membre du Parti républicain, il est ambassadeur des États-Unis en Allemagne de 2018 à 2020 sous la présidence de Donald Trump. En 2020, Grenell est choisi par ce dernier pour assurer la fonction de directeur du renseignement national par intérim, avant l'entrée en fonction de John Ratcliffe.
Le 14 décembre 2024, Richard Grenell est choisi par le nouveau président Donald Trump pour occuper la fonction d'envoyé pour les missions spéciales.

## Biographie

### Jeunesse et études
Richard Grenell grandit dans le secteur non constitué en municipalité de Jenison, dans le comté d'Ottawa dans l'ouest du Michigan. Il fait ses études secondaires à la Jenison High School. Il poursuit ses études à l'université privée chrétienne Evangel à Springfield, dans le Missouri, où il obtient son baccalauréat universitaire, puis à la John F. Kennedy School of Government de l'université Harvard, où il décroche un master.

### Carrière dans la diplomatie

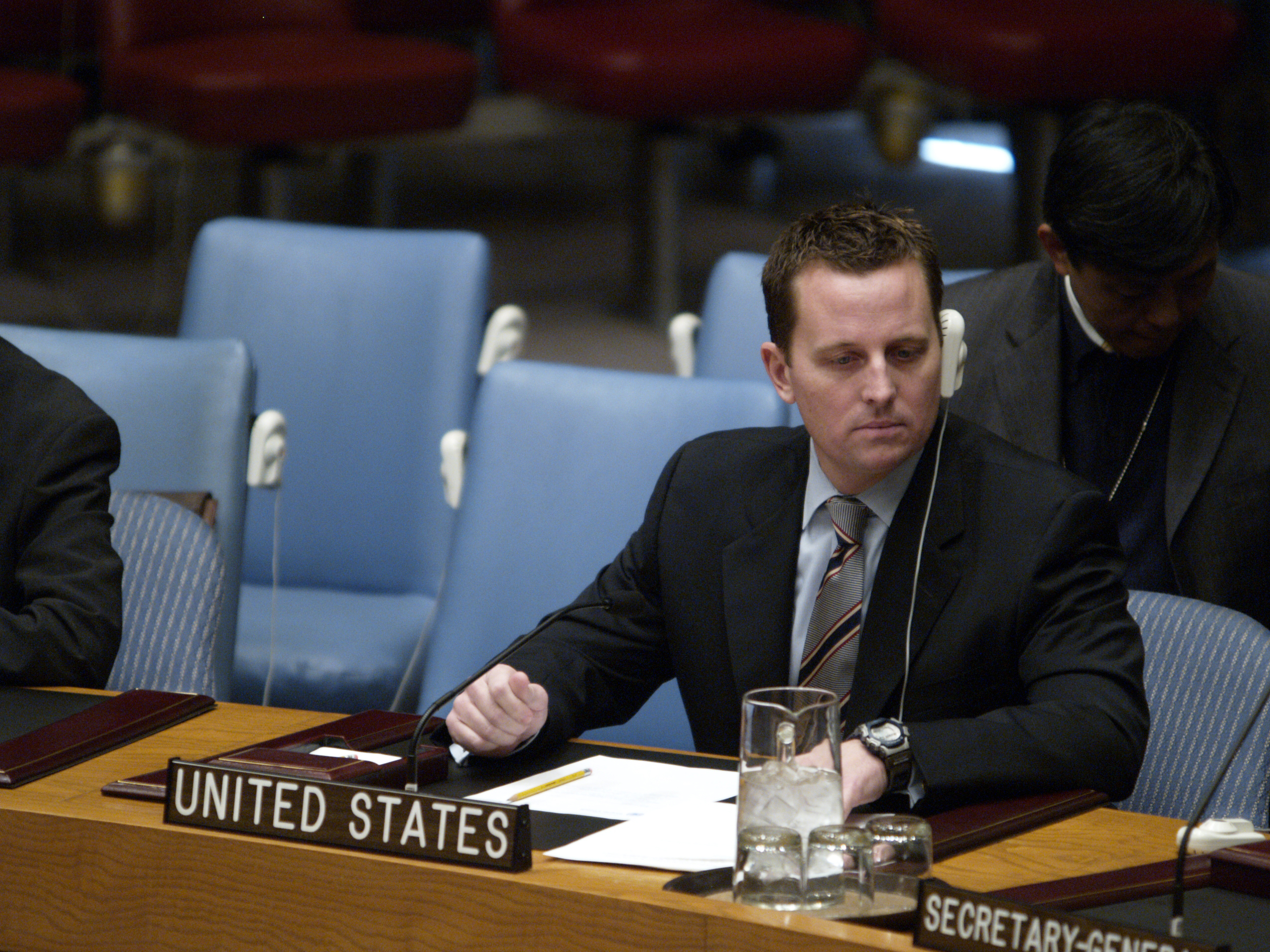
Grenell représentant les États-Unis au Conseil de sécurité des Nations unies en 2004.

Sous la présidence de George W. Bush, il est directeur de la communication et porte-parole de la délégation américaine à l'Organisation des Nations unies,. Durant cette période, les États-Unis entrent en guerre en Afghanistan et en Irak et s'activent pour sanctionner les programmes nucléaires iranien et nord-coréen. Ayant servi pendant tout le mandat de George W. Bush de 2001 à 2008, il est — en 2020 — le porte-parole américain à l'ONU étant resté le plus longtemps en poste.

### Parenthèse médiatique
Après son départ des Nations unies, Richard Grenell devient un commentateur politique apparaissant fréquemment dans les médias. Il publie nombreux éditoriaux à la télévision et dans la presse concernant la politique étrangère (Fox News, HuffPost, Washington Examiner). 
En 2009, il fonde une société de conseil en stratégie internationale, Capital Media Partners. À partir de 2016, celle-ci travaille pour la Magyar Foundation, une association américaine principalement financée par le gouvernement de Viktor Orbán pour promouvoir la culture hongroise. Un article du Washington Post de 2020 s'interroge sur son absence d'inscription sur le registre des lobbyistes pour un gouvernement étranger et sur ses nombreux éditoriaux concernant la politique étrangère, en parallèle de son travail de conseil. L'avocat de Grenell estime cependant que cette inscription n'était pas nécessaire puisqu'il travaillait pour une ONG américaine et pas un gouvernement étranger. Interrogé par le Sénat sur ses éditoriaux, Grenell estime que ceux-ci ne représentaient que ses opinions et n'étaient pas liés à son travail. La société Capital Media Partners est dissoute lorsqu'il devient ambassadeur.
Au printemps 2012, il rejoint la campagne présidentielle de 2012 du candidat républicain Mitt Romney en tant que porte-parle sur les affaires internationales. Il doit alors s'excuser publiquement pour ses propos controversés tenus sur Twitter envers plusieurs personnalités féminines, critiquant leur physique. Ce choix est également critiqué par une partie de l'aile conservatrice et évangélique du parti, Richard Grenell étant homosexuel et soutenant le mariage des couples de même sexe. S'estimant mis à l'écart de l'équipe de campagne, il démissionne de son poste quelques semaines plus tard.

### Ambassadeur des États-Unis en Allemagne

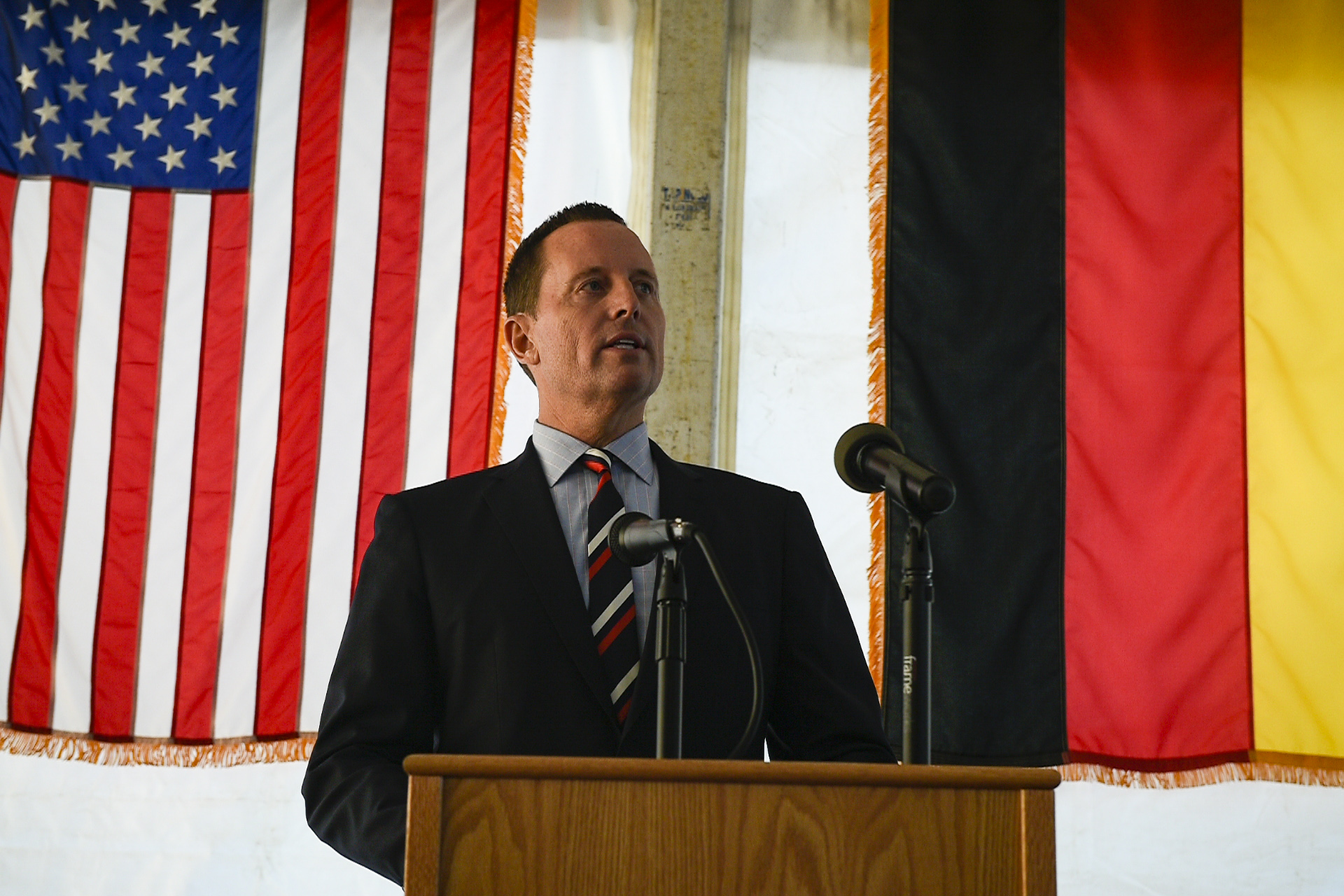
L'ambassadeur Grenell en 2018.

Durant la campagne présidentielle de 2016, Richard Grenell apporte tôt son soutien à Donald Trump, contrairement à de nombreux membres du Parti républicain spécialisés en politique étrangère. En juillet 2017, le président Trump le nomme pour diriger l'ambassade des États-Unis en Allemagne. Sa nomination est ralentie par les démocrates au Sénat, qui lui reprochent notamment des propos jugés misogynes,. Le 26 avril 2018, sa nomination est confirmée par le Sénat des États-Unis, par 56 voix contre 42. Certaines personnalités en Allemagne se félicitent qu'un diplomate et non un riche donateur soit nommé à ce poste.
Dès son premier mois de mandat, il provoque la polémique en critiquant la politique migratoire de l'Allemagne, son armée et en appelant au réveil des « forces conservatrices » en Europe,. Aux accusations d'ingérence d'une partie de la classe politique allemande, l'ambassadeur répond qu'il ne faisait que des constats. Il appelle par ailleurs les entreprises allemandes à quitter l'Iran et à ne pas participer au projet Nord Stream 2 sous peine de sanctions, poussant le gouvernement à préciser que la politique économique du pays n'était pas de son ressort.
Son attitude est globalement peu appréciée en Allemagne. Le vice-président du parlement allemand, Wolfgang Kubicki, ira jusqu'à dire que Grenell se comporte « comme si les États-Unis étaient toujours une puissance occupante [en Allemagne] ». Certaines personnalités soulignent toutefois que sa proximité avec Donald Trump peut être un atout. Aux États-Unis, son style direct est applaudi par une partie des conservateurs, rappelant celui du président.
Son nom est évoqué en février 2019 pour devenir ambassadeur des États-Unis aux Nations unies, mais Kelly Craft — alors ambassadrice au Canada — est finalement désignée. En octobre 2019, Donald Trump le nomme envoyé spécial pour la Serbie et le Kosovo, un poste qu'il cumule avec celui d'ambassadeur.
Durant l'ensemble de son mandat, il critique régulièrement l'Allemagne, notamment sur Fox News. Il se plaint en particulier du refus d'interdire à Huawei de participer au développement du réseau 5G allemand. Après sa nomination comme directeur du renseignement national, plusieurs élus allemands demandent sa démission en tant qu'ambassadeur, estimant qu'on ne peut pas cumuler les deux postes. Il dénonce en mai 2020 l'attitude du Parti social-démocrate allemand (SPD), qui s'est prononcé contre le transport et le stationnement des armes atomiques américaines en Allemagne. Il demande à Berlin et à la direction du SPD de remplir « toutes leurs obligations vis-à-vis de l’Otan ».
À la fin du mois de mai 2020, Grenell annonce son prochain départ de l'ambassade après deux années « tumultueuses » en Allemagne. La presse évoque la possibilité qu'il rejoigne l'équipe de campagne de Donald Trump pour l'élection présidentielle de novembre. Parmi ses succès en tant qu'ambassadeur, The Atlantic note le retour en Allemagne de Jakiv Palij, ancien garde de camp nazi, ainsi que le blocage d'un compte iranien à Hambourg, qui aurait pu aider le régime à mieux faire face aux sanctions américaines.

### Directeur du renseignement national
Le 19 février 2020, Donald Trump annonce la nomination de Richard Grenell comme directeur du renseignement national par intérim, pour superviser les 17 agences de renseignement américaines,. Le diplomate conserve parallèlement son poste d'ambassadeur en Allemagne. Grenell devient le premier membre du cabinet présidentiel ouvertement homosexuel de l'histoire des États-Unis. Pour la presse, il s'agit de nommer un loyaliste à la tête d'agences avec qui le président entretient des relations compliquées. Sa nomination est critiquée en raison du manque d'expérience de Grenell, du risque d'atteintes à la partialité des institutions du renseignement et de sa nomination par intérim qui ne nécessite pas de vote du Sénat.
Dès sa prise de fonctions, Richard Grenell réforme l'organisation de la communauté du renseignement, souhaitant « nettoyer la maison » et réveillant les craintes d'une gestion partisane. Le chef démocrate de la commission du renseignement Adam Schiff l'accuse alors d'outrepasser le Congrès en ayant notamment démis tous les dirigeants de son administration approuvés par le Sénat, sans être lui-même investit par le Sénat. Le démocrate s'inquiète notamment du renvoi de Michael Atkinson, qui alerte le Congrès à propos de l'affaire ukrainienne.
Son mandat s'achève à la fin du mois de mai 2020, après la confirmation de John Ratcliffe par le Sénat.